# Dieunedort Simo Sando
Dieunedort Simo Sando, né le 11 mai 1985, est un coureur cycliste camerounais.

## Palmarès et résultats

### Palmarès par année
- 2013
  - 2e étape du Grand Prix Chantal Biya
- 2015
  - 2e du championnat du Cameroun sur route
- 2016
  -  Champion du Cameroun sur route

### Classements mondiaux
| Année           | 2014 |
| --------------- | ---- |
| UCI Africa Tour | 155e |